# Croton colliguay
Croton colliguay là một loài thực vật có hoa trong họ Đại kích. Loài này được Molina mô tả khoa học đầu tiên năm 1810.